# Lunga (Kafue)
Der Fluss Lunga (auch Großer Lunga) ist ein Fluss in Sambia.

## Verlauf
Der rechte Nebenflüsse des Kafue entspringt etwa 50 Kilometer nordwestlich von Solwezi an der Grenze zur Demokratischen Republik Kongo und ist gut 400 Kilometer lang. Sein Lauf zieht sich durch die Region des Copperbelt nach Süden und dann durch tierreiche Miombowälder.
Er mündet, wie der Fluss Lufupa, in den 750 km² großen Busanga-Sümpfen oberhalb und nördlich des Itezhitezhi-Dammes im Kafue-Nationalpark in den Kafue. Seine Ufer im Nationalpark sind ein beliebtes Touristenziel. Sie sind mit Camps mit Lodges gut erschlossen.

## Hydrometrie
Die Abflussmenge des Lunga wurde an der Mündung, zwischen 1963 und 1992 in m³/s gemessen.